# Нуржанов, Булат Газисович
Булат Газисович Нуржанов (каз. Болат Ғазизұлы Нұржанов 31 августа 1937, г. Татарск, Новосибирская область, РСФСР – 2007) — министр энергетики и электрификации Казахской ССР и Республики Казахстан. Почётный энергетик СССР.

## Биография
Нуржанов Булат Газисович родился 31 августа 1937 в г. Татарск Новосибирской области.

### Образование
В 1960 году окончил Московский энергетический институт по специальности инженер-электрик.
Институт повышения квалификации Минэнерго СССР в Москве.

### Трудовая деятельность
После окончания электротехнического факультета МЭИ в 1960 году Булат Газисович начал работу мастером, затем прорабом, старшим прорабом в тресте «Сибэнергомонтаж».
В 1965–1981 годах работал на сибирских ТЭЦ, включая Томь-Усинскую ГРЭС и Западно-Сибирскую ТЭЦ, где прошёл путь до главного инженера - заместителя директора Западно-Сибирской ТЭЦ районного управления «Кузбассэнерго».
В 1981–1982 годах - главный инженер зонального органа Госинспекции Минэнерго СССР в Казахстане.
В 1983–1985 годах - генеральный директор ПО «Экибастузэнерго».
В 1982–1990 годах - начальник управления, затем заместитель и первый заместитель министра энергетики и электрификации Казахской ССР.
В 1990–1992 годах - министр энергетики и электрификации Казахской ССР и Республики Казахстан.
В 1992–1994 годах - первый заместитель министра энергетики и топливных ресурсов Республики Казахстан.
С 1994 года - советник министра энергетики РК.
С 2000 года - главный редактор журнала «Энергетика и топливные ресурсы Казахстана».
Он также был:
- в 1983–1991 годах председателем Государственной комиссии по выпуску специалистов-энергетиков Алматинского энергетического института и Казахского политехнического института,
- в 1986–1994 годах членом Комитета по Государственным премиям Казахской ССР,
- с 1992 года член правления Международной топливно-энергетической ассоциации (МТЭА),
- членом Электроэнергетического совета СНГ,
- председателем правления Республиканского научно-технического общества энергетиков Казахстана.

### Период работы министром энергетики и электрификации
Период его работы на посту министра пришёлся на этап масштабной электрификации отдалённых районов Казахстана, запуск новых энергомощностей, развитие инфраструктуры и переход на новые стандарты управления в условиях распада СССР.
Булат Нуржанов курировал:
- ввод в эксплуатацию новых энергоблоков 500 тыс. кВт на Экибастузской ГРЭС-1 и ГРЭС-2,
- строительство ЛЭП 1150 кВ,
- проекты в нефтегазовом секторе Западного Казахстана, включая электроснабжение Тенгизского месторождения,
- строительство и освоение установки парогазового цикла в г. Актюбинске,
- строительство и освоение заключительного блока 120 МВт Шульбинской ГЭС,
- масштабные ремонты, модернизацию и повышение устойчивости энергосистемы в условиях экономического кризиса и разрыва союзных связей.

## Награды
- Орден «Знак Почёта»
- Медали СССР и Республики Казахстан
- Почётный энергетик СССР
- Отличник энергетики и электрификации СССР
- Заслуженный энергетик СНГ
- Почётный инженер Казахстана
- Почётный диплом МТЭА «Лидер общественного движения "Энергетика XXI века на пути устойчивого развития"» (1999)

## Семья
Жена — Римма Александровна Нуржанова, инженер-энергетик.
Сын — Нуржанов Тимур Булатович, энергетик.
Внуки также продолжают семейную династию в энергетике.

## Память
В 2010 году имя Булата Нуржанова было присвоено Экибастузской ГРЭС-1.
В 2012 году на территории станции открыт бронзовый бюст Булата Нуржанова (скульптор — Гамал Сагиденов).